# Lindtorf
Lindtorf là một đô thị thuộc huyện Stendal, bang Sachsen-Anhalt, Đức. Đô thị Lindtorf có diện tích 9,46 km², dân số thời điểm ngày 31 tháng 12 năm 2006 là 404 người.